# Rōmon

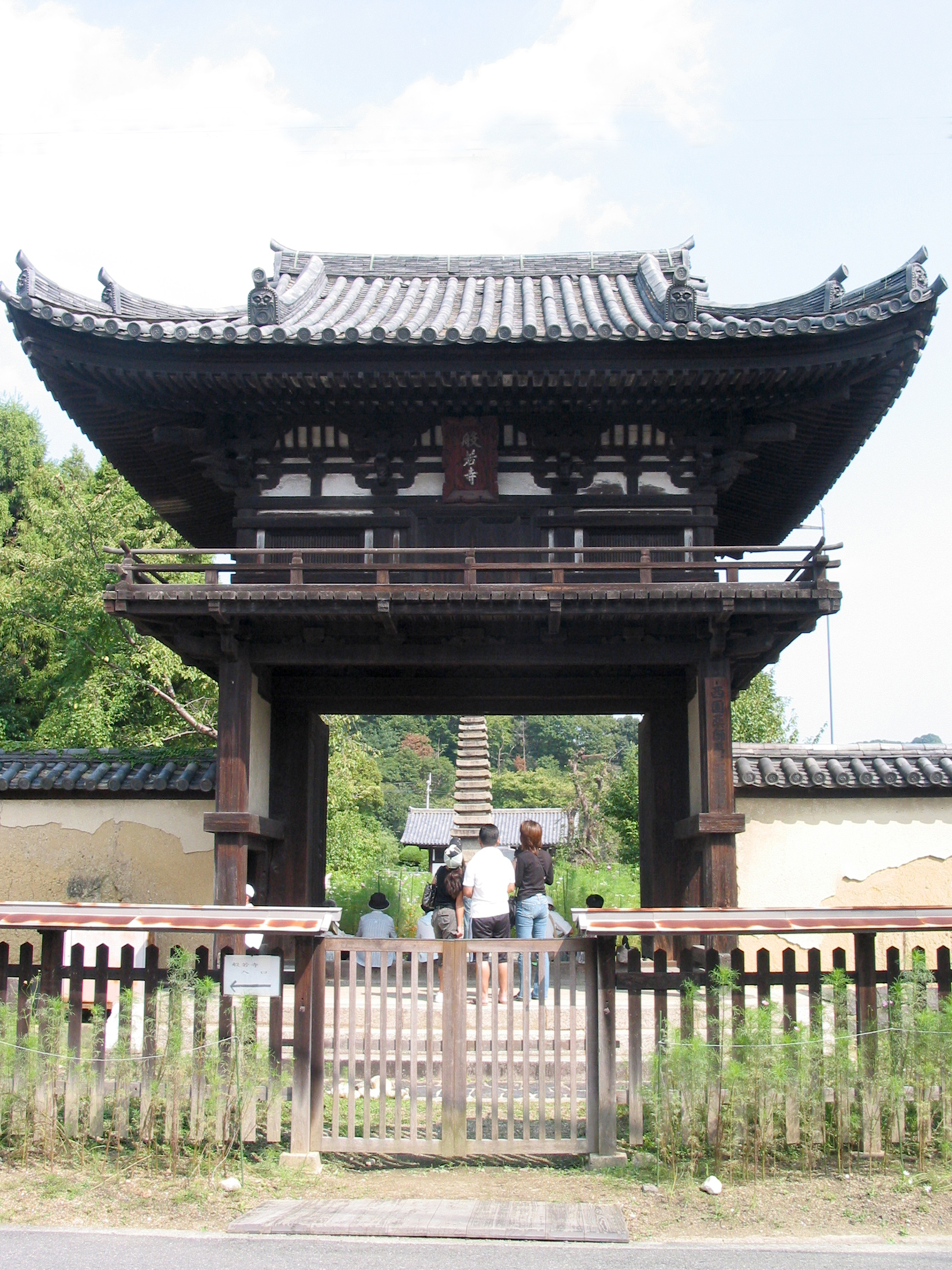
Rōmon à Hannya-ji, désigné trésor national japonais. On remarque l'absence d'escalier vers l'étage.

Un rōmon (楼門, lit. « porte tour ») est l'un des deux types de portes à un étage actuellement utilisés au Japon, l'autre étant le nijūmon (voir photo dans la galerie ci-dessous).

## Particularités
Bien que développé à l'origine par l'architecture bouddhiste, le rōmon est à présent utilisé aussi bien dans les temples bouddhistes que dans les sanctuaires shinto. Son étage supérieur, sans particularité notable par ailleurs, est inaccessible et n'offre donc pas d'espace utilisable. Il est à cet égard similaire au tahōtō (pagode à deux niveaux) et à la pagode à plusieurs étages, qui ne proposent, en dépit des apparences, aucun espace utilisable au-dessus du premier étage. Dans le passé, le nom est parfois également utilisé pour désigner les portes à toit double.
Cette très commune porte à toit unique s'est développée à partir du nijūmon à toit double, et remplace la toiture d'accompagnement au-dessus du premier étage par un balcon très peu profond avec une balustrade qui longe tout le niveau supérieur,. Ainsi, tandis que le nijūmon possède une série de supports (tokyō) soutenant les combles du toit à la fois au premier et au second niveau, ces consoles ne soutiennent que le balcon au premier étage d'un rōmon et ont une structure différente. Les tokyō sont habituellement des mitesaki à trois marches, mais n'ont pas de solives à queue au premier étage.
La structure des rōmon peut connaître de grandes variations dans ses détails. La partie haute, derrière la balustrade par exemple, peut avoir des fenêtres à croisée ou une fenêtre unique au centre d'une baie. Les baies latérales peuvent être recouvertes de plâtre blanc. Les rōmon ont habituellement, mais pas toujours, un toit irimoya. Les dimensions vont du Tōdai-ji à cinq baies au plus habituelles trois baies, voire à une baie.

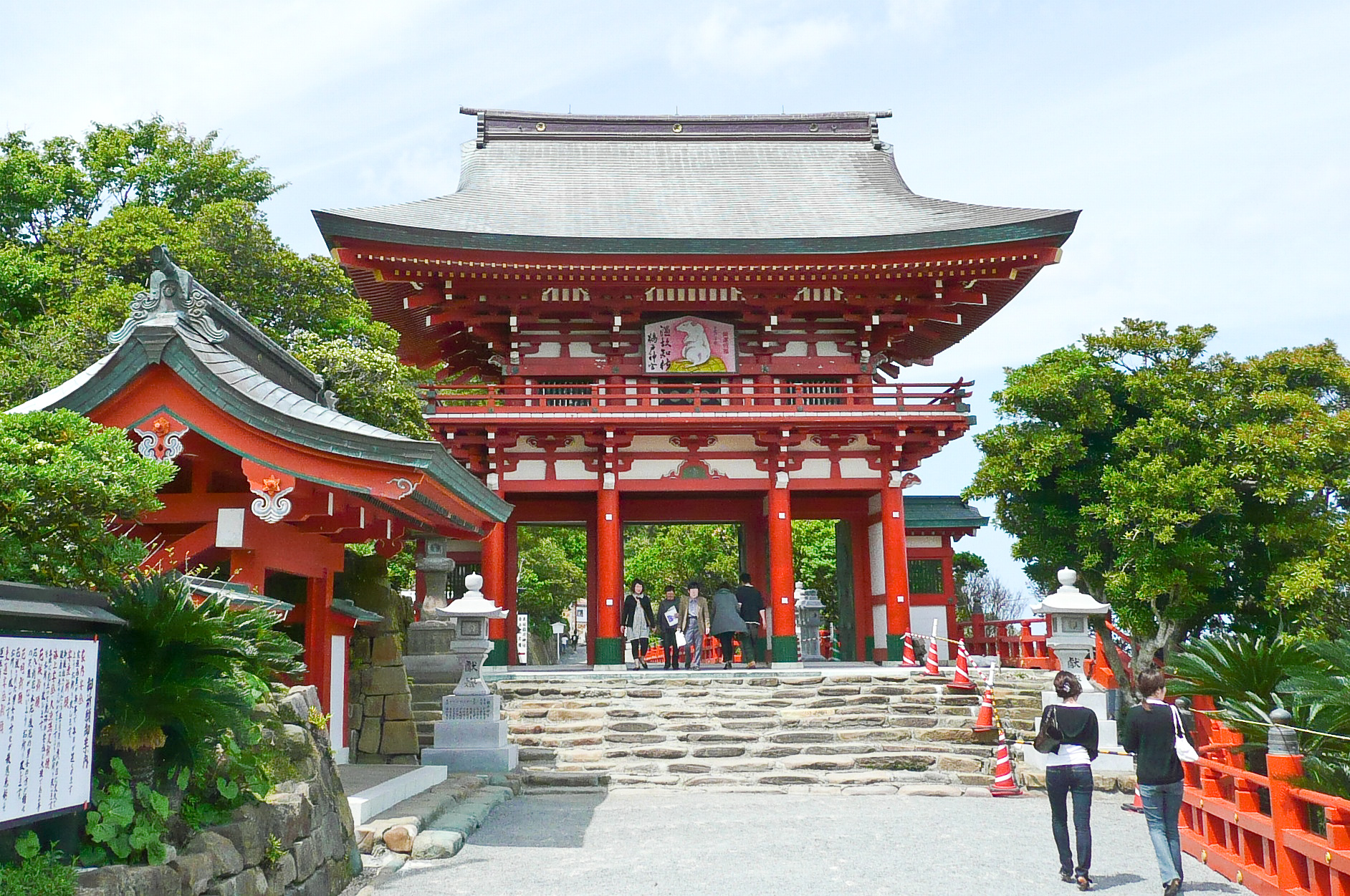
Un rōmon à toit unique.
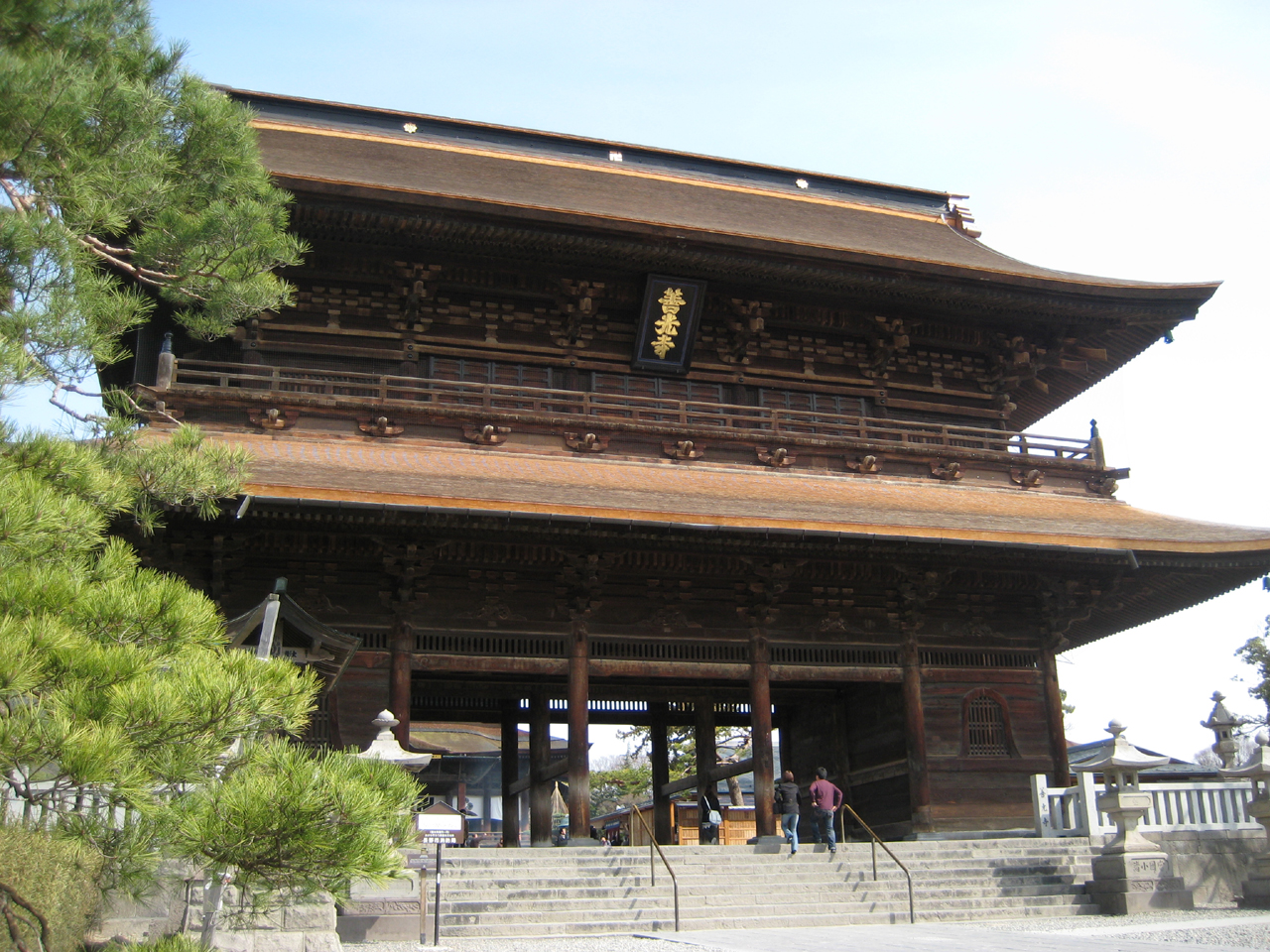
Un nijūmon à deux toits.